# Melody Yōko
Pour les articles homonymes, voir Yoko et Yōko.
Melody Yōko (メロディー洋子), nom de scène de Melody Yoko Reilly, née le 30 juillet 1988 à Redondo Beach (Californie), aux États-Unis, est un mannequin japonaise.

## Biographie
Son père est irlando-américain et sa mère est japonaise. Elle vient au Japon après une audition à Los Angeles et devient mannequin. Après son arrivée au Japon, elle entre à l'université Sophia.
Elle fut co-présentatrice de l'émission de télévision Kawaii International.
Selon elle, la demande pour son look métissé japonais reflète l'ouverture de la société japonaise à d'autres ethnicités,,.